# 叶善龄
叶善龄（？—？），浙江玉环人，中华人民共和国政治人物。

## 生平
早年入读于玉环县简易师范学校，在校期间加入中国共产党，并担任学校学生会主席。1947年6月3日，玉环县国民政府集会纪念林则徐虎门禁烟110周年，叶善龄代表简师学生上台演说，痛陈当局发动内战，削减教育经费的行为。县长王思本十分愤怒，并下令通缉、开除应圣源、叶善龄等学生骨干。随后叶善龄经中共地下党安排，参加中共乐清中心县委举办的第一期青训班学习。1947年9月，中国共产党浙南特别委员会举办了第一期电讯人员训练班，学员有李尔宽、林存球、叶善龄、关策等四人。1949年初，担任浙南电台第一分台台长，负责通讯联络、保持闽浙赣省委电台与括仓中心县委电台联系。1950年6月，玉环县第一届各界人民代表会议召开，他当选为人大常委会委员。1956年11月至1958年5月，担任洞头县副县长。